# Auletta (gemeente)

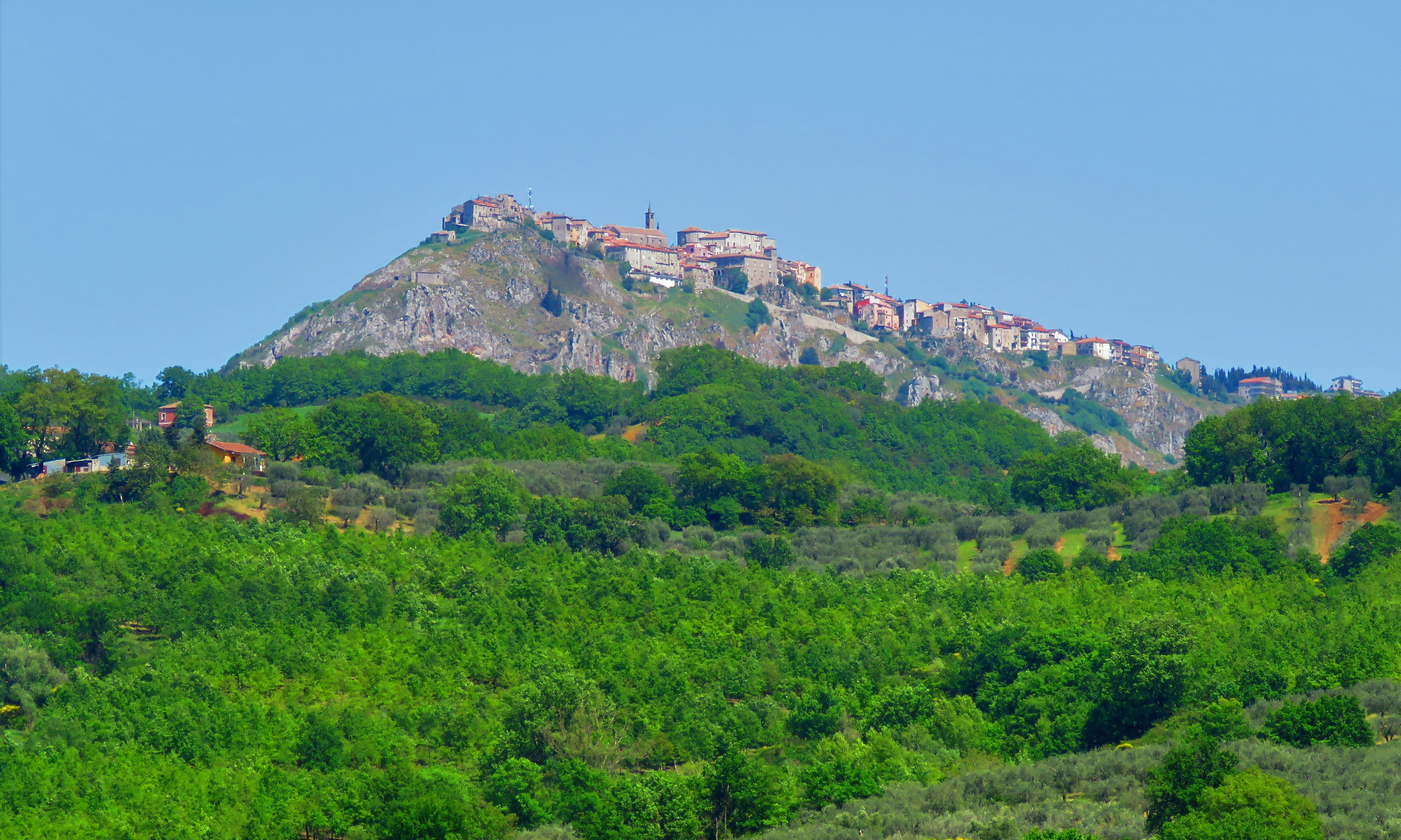
Uitzicht

Auletta is een gemeente in de Italiaanse provincie Salerno (regio Campanië) en telt 2469 inwoners (31-12-2004). De oppervlakte bedraagt 35,6 km², de bevolkingsdichtheid is 71 inwoners per km².
De volgende frazioni maken deel uit van de gemeente: contrada Ponte, contrada Mattina, contrada Tempe Di Lizzi, contrada Cerreta.

## Demografie
Auletta telt ongeveer 854 huishoudens. Het aantal inwoners daalde in de periode 1991-2001 met 5,0% volgens cijfers uit de tienjaarlijkse volkstellingen van ISTAT.
| Jaar | Inwoneraantal |
| ---- | ------------- |
| 1991 | 2605          |
| 2001 | 2476          |

## Geografie
De gemeente ligt op ongeveer 1257 m boven zeeniveau.
Auletta grenst aan de volgende gemeenten: Buccino, Caggiano, Corleto Monforte, Pertosa, Petina, Polla, Salvitelle, Sicignano degli Alburni.